# Ізабель Фурман
Ізабель Фурман (англ. Isabelle Fuhrman; 25 лютого 1997, Вашингтон, округ Колумбія, США) — американська акторка. Найбільш відома за роллю Естер / Ліни у фільмах «Дитя пітьми» (2009) та «Дитя темряви: Перша жертва» і Мірти у фільмі «Голодні ігри» (2012).

## Життєпис
Ізабель Фурман народилася 25 лютого 1997 року у Вашингтоні, США. Через 3 роки сім'я переїхала в Атланту, штат Джорджія. Після прем'єри фільму «Дитя пітьми» (2009) Ізабель з сім'єю переїхала в Лос-Анджелес, де з того часу й живе. Її мати Еліна Фурман (до шлюбу Козміц), журналістка російсько-єврейського походження (до еміграції Еліна жила в Москві), що працює на CNN, емігрувала в США в 1989 році разом з матір'ю Ритою Козміц. Батько — Нік Фурман, колишній політик і бізнес-консультант. В Ізабель є старша сестра Меделін, співачка і музикантка.
2015 року закінчила Онлайнову школу Стенфордського університету. Потім Фурман навчалася в Королівській академії драматичного мистецтва і деякий час навчалася у Вестмінстерській школі в Атланті, Джорджія.

## Кар'єра
Свою кар'єру Ізабель Фурман почала у віці 8 років, коли потрапила на очі кастинг-директору Cartoon Network, який запросив її на шоу Cartoon Fridays. На великому екрані вона дебютувала 2007 року, через 2 роки, у фільмі «Зацькована». Того ж року вона була обрана на головну роль у фільмі «Дитя пітьми» з Вірою Фарміґою і Пітером Сарсґаардом.
Пізніше зіграла в телесеріалах «Та, що говорить з привидами» в ролі Гретхен Денніс і «Правосуддя (телесеріал, 2006)» в ролі Грейс О'Ніл. Ця роль принесла їй номінацію на премію «Молодий актор».
2011 року Фурман зіграла Енджі Вандермеєр у фільмі «Бульвар порятунку» (заснованому на романі Ларрі Бейнгарта), прем'єра якого відбулася на кінофестивалі «Санденс».
2012 року отримала роль Мірти у фільмі «Голодні ігри». Спочатку її прослухували на роль Кітнісс Евердін, але була занадто малою для неї.
24 травня 2013 року отримала роль у фільмі «Дорога Елеонора». Прем'єра фільму відбулася в 2015 році.
2015 року зіграла у 8 епізодах телесеріалу «Майстри сексу» в ролі Тессі Джонсон, дочки Вірджинії Джонсон (Ліззі Каплан).
2016 року вийшов фільм «Мобільник» за її участі, заснований на романі Стівена Кінга. Того ж року виконала головну роль у драматичному фільмі «Hellbent».

## Фільмографія
| Рік       |    | Українська назва                        | Оригінальна назва                      | Роль                         |
| --------- | -- | --------------------------------------- | -------------------------------------- | ---------------------------- |
| 2006      | с  | Правосуддя                              | Justice                                | Грейс О’Ніл                  |
| 2007      | ф  | Зацькована                              | Hounddog                               | Стрибунець                   |
| 2008      | с  | Та, що розмовляє з примарами            | Ghost Whisperer                        | Гретхен Денніс               |
| 2009      | ф  | Дитя темряви                            | Orphan                                 | Естер Коулман / Ліна Кламмер |
| 2009      | кф | Діти кукурудзи                          | Children of the Corn                   | голоси                       |
| 2010      | мф | Воруши ластами!                         | Sammy's Adventures: The Secret Passage | дитя Шеллі                   |
| 2010      | тф | Визнання провини                        | Pleading Guilty                        | Керрі                        |
| 2011      | ф  | Бульвар порятунку                       | Salvation Boulevard                    | Енджі                        |
| 2011      | с  | Тільки правда                           | The Whole Truth                        | Ліричний Бірн                |
| 2012      | ф  | Голодні ігри                            | The Hunger Games                       | Мірта                        |
| 2013      | ф  | Цілитель                                | The Between                            | Мішель                       |
| 2013      | ф  | Після нашої ери                         | After Earth                            | Райна                        |
| 2013      | мс | Час пригод                              | Adventure Time                         | Шоко                         |
| 2014      | ф  | Дика природа Джеймса                    | All the Wilderness                     | Вел                          |
| 2016      | ф  | Дорога Елеонора                         | Dear Eleanor                           | Макс Воск                    |
| 2015—2016 | с  | Майстри сексу                           | Masters of Sex                         | Тесса Джонсон                |
| 2016      | ф  | Мобільник                               | Cell                                   | Еліс Максвелл                |
| 2016      | ф  | Одна ніч                                | One Night                              | Беа                          |
| 2016      | ф  | Не відпускай мене                       | Don't Let Me Go                        | Мішель Медсен                |
| 2016      | кф | Чорнило                                 | Ink                                    |                              |
| 2017      | ф  | Магазинні злодії світу                  | Shoplifters of the World               |                              |
| 2017      | ф  | Темні коридори                          | Down a Dark Hall                       | Іззі                         |
| 2018      | кф |                                         | The Delta Girl                         | Магнолія                     |
| 2018      | ф  |                                         | Good Girls Get High                    | Морган                       |
| 2018      | ф  | Геллбент                                | Hellbent                               | Данні Фрост                  |
| 2018      | кф |                                         | Otherland                              | Роуз                         |
| 2019      | кф |                                         | Tracks                                 | Марта                        |
| 2020      | ф  |                                         | Tape                                   | Перл                         |
| 2021      | ф  | Першокурсниця                           | The Novice                             | Алекс                        |
| 2021      | ф  | Смертельний лабіринт 2: Небезпека всюди | Escape Room: Tournament of Champions   | Клер                         |
| 2021      | ф  | Останнє, що бачила Мері                 | The Last Thing Mary Saw                | Елеанор                      |
| 2022      | ф  | Дитя темряви: Перша жертва              | Orphan: First Kill                     | Естер Коулман / Ліна Кламмер |
| 2024      | ф  | Горизонт: Американська сага             | Horizon: An American Saga              | Даймонд Кіттредж             |